# Paula Montoya
Paula Andrea Montoya García (ur. 30 czerwca 1998) – kolumbijska zapaśniczka walcząca w stylu wolnym.
Wicemistrzyni mistrzostw panamerykańskich w 2023. Czwarta na igrzyskach boliwaryjskich w 2022. Druga na mistrzostwach panamerykańskich juniorów w 2018 roku.